# Министр национальной обороны Канады
Мини́стр национа́льной оборо́ны (англ. Minister of National Defence, фр. Ministre de la Défense nationale) — министр короны; канадский политик в составе кабинета министров Канады, ответственный за Министерство национальной обороны, управляющее Канадскими вооружёнными силами.
Эта должность заменила исчезнувший пост министра милиции и обороны. В ходе Второй мировой войны министру национальной обороны помогали два младших министра: министр национальной обороны в воздухе и министр национальной обороны на море. Их портфели были объединены в единую должность министра по окончании войны.
Высшим должностным лицом, подчинённым министру, является начальник штаба обороны. Несмотря на то что главнокомандующим Канадскими вооружёнными силами считается генерал-губернатор Канады, основная ответственность лежит на министре национальной обороны.
Министр национальной обороны также назначается в федеральном правительстве министром, ответственным за поисково-спасательную службу.
В сферу ответственности министра национальной обороны также входят:
- Оборонная служба исследований и разработок Канады
- Институт коммуникационной безопасности
- Управление жилищного строительства Канадских вооружённых сил
- Генеральный судья-адвокат
- Бюро жалоб военной полиции
- Комитет по жалобам Канадских вооружённых сил
- Секретариат старшего военного судьи
- Секретариат омбудсмена Министерства национальной обороны и Канадских вооружённых сил
- Управление материального обеспечения личного состава Канадских вооружённых сил
- Курсанты Канады и Младшие канадские рейнджеры
- Секретариат Национальной поисково-спасательной службы